# جون ر. ييل
جون ر. ييل هو شخصية أعمال وسياسي أمريكي، ولد في 8 مايو 1855 في باتيرسون في الولايات المتحدة، وتوفي في 17 يوليو 1925 في ألباني في الولايات المتحدة بسبب سرطان. نشط حزبياً في الحزب الجمهوري. وقد انتخب عضو جمعية ولاية نيويورك ‏.